# 威強電工業電腦
威強電工業電腦（IEI Integration），是一家台灣的工業電腦公司，1997年成立，總部位於新北市，前身為威達電（ICP Electronics）及其旗下曾經存在的威強工業電腦（IEI Technology）。

## 歷史

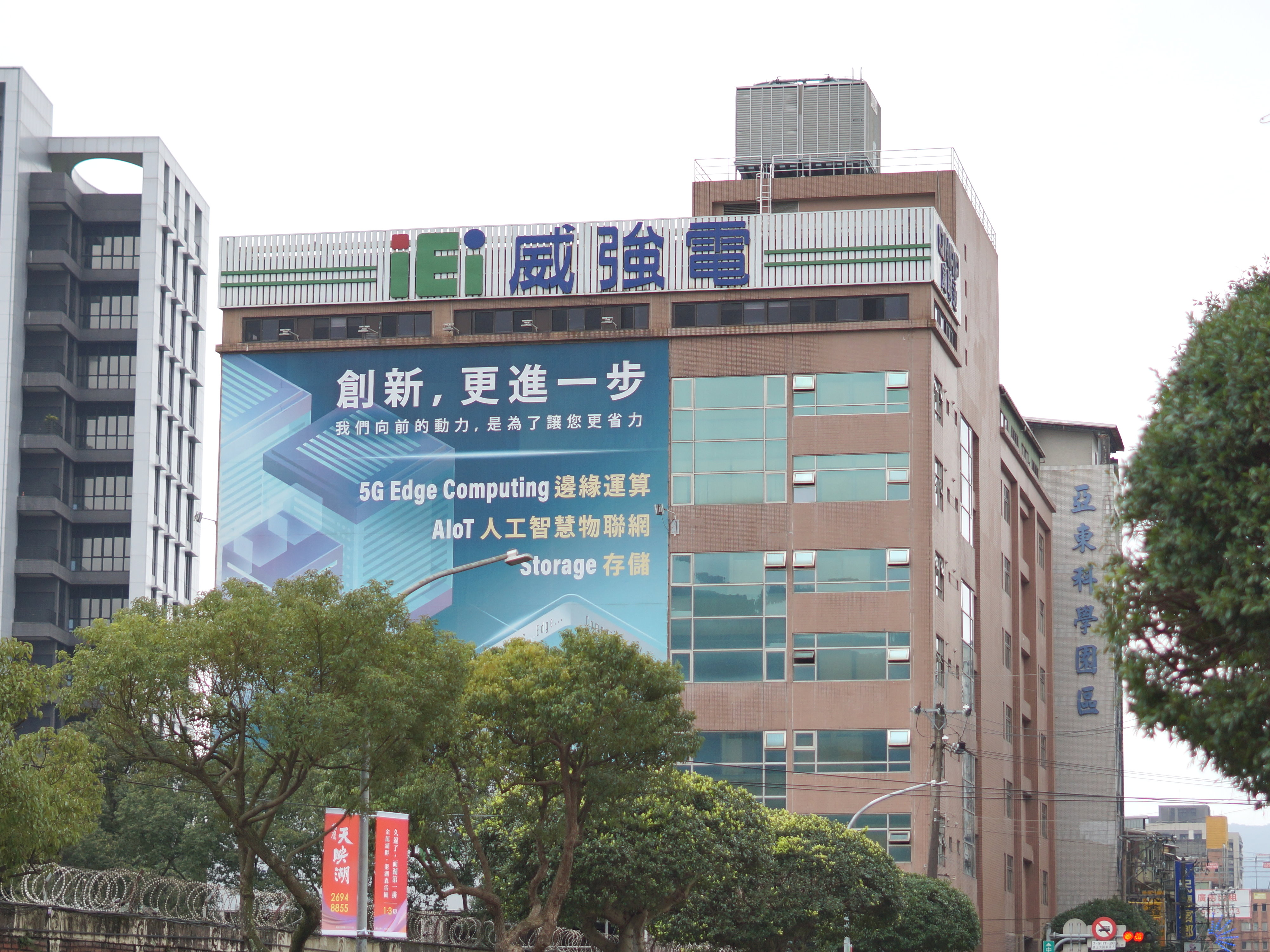
威強電集團總部

1997年4月17日，郭博達成立「威達電股份有限公司」，自任董事長。2000年，威達電成立子公司「興威電腦（昆山）有限公司」，主要業務為開發生產各種鈑金機箱外殼、工業控制系統專用設備、儀器零組件等產品。2004年，威達電成立威聯通科技。2004年底，威達電轉型為特製電子研發代工服務（UMES）廠商，工業電腦部門獨立為「威強工業電腦股份有限公司」。2009年7月，威達電醫療事業部門獨立為「百視美股份有限公司」，主要業務為開發高解析度之診斷用醫療顯示器和醫療級平板電腦。2013年，威達電成立「洋威數控股份有限公司」，主要業務為機械手臂、機器視覺等。
2012年10月30日，行政院體育委員會表示，台北富邦銀行因不堪虧損而確定退出台灣運動彩券經營權，目前確定威剛科技與威達電完成第二屆運動彩券發行機構遴選投標。2012年12月19日，行政院體育委員會公布，第二屆運動彩券發行機構遴選由威剛科技得標。2013年7月22日，威達電董事長郭博達質疑第二屆運動彩券發行機構遴選不公。
2013年6月17日，威達電股東常會決議通過更名為「威強電工業電腦股份有限公司」。2013年9月11日，威達電更名為威強電工業電腦，商標沿用威強工業電腦「IEI」商標，郭博達續任董事長。2014年，威強電工業電腦跨足物聯網市場。
2016年3月23日，涉嫌內線交易的郭博達與威強電工業電腦總經理江重良遭臺灣士林地方檢察署約談。
2016年3月28日，郭博達以健康因素為由閃電請辭威強電工業電腦董事長，威強電工業電腦臨時董事會選出威聯通科技總經理張明智接任董事長。
2020年2月，威強電工業電腦出售洋威數控所有股權。

## 外部連結
- 威強電工業電腦 （页面存档备份，存于）